# Richard Nicolas
Richard Nicolas (* 3. Oktober 1898 in Görlitz; † 7. März 1955 in Berlin) war ein deutscher Drehbuchautor und Regisseur. Er wirkte auch unter dem Pseudonym Richard Frenzel.

## Leben und Werk
Biografische Angaben über den in Görlitz geborenen Autor sind rar. Er selbst gab 1951 in einem Brief an den DEFA-Direktor Sepp Schwab an, als „Oberspielleiter an großen deutschen Provinzbühnen für Schauspiel und Operette“ tätig gewesen zu sein. Zusammen mit Helmut Käutner schrieb er 1943 das Drehbuch zu Große Freiheit Nr. 7 mit Hans Albers in der Hauptrolle. 1944 wurde Nicolas von Joseph Goebbels auf die Gottbegnadeten-Liste gesetzt. Ab 1948 war Nicolas für die DEFA tätig. Er schrieb dort u. a. Drehbücher für Der Kahn der fröhlichen Leute, Bürgermeister Anna und Die letzte Heuer. 1952 realisierte er mit Anna Susanna seinen ersten Film als Regisseur. 1955 starb Nicolas während der Arbeit für das Drehbuch zum späteren DEFA-Spielfilm Drei Mädchen im Endspiel.

## Filmografie (Auswahl)
- 1944: Meine vier Jungens (Drehbuch)
- 1944: Große Freiheit Nr. 7 (Drehbuch)
- 1945: Die Jahre vergehen (Drehbuch)
- 1949: Der Kahn der fröhlichen Leute (Drehbuch)
- 1950: Bürgermeister Anna (Drehbuch)
- 1951: Die letzte Heuer (Drehbuch)
- 1952: Anna Susanna (Drehbuch und Regie)
- 1955: Star mit fremden Federn (Drehbuch)